# 坂本義一
坂本 義一（さかもと よしかず、1961年11月21日 - ）は広島県出身のプロゴルファー。

## 来歴
呉工業高校時代の1977年には全国高校ゴルフ選手権個人・男子で7位に入り、専修大学卒業後にプロ入りする。
1985年から松永カントリークラブでプロ・アマ・研修生により行われている「ミッドサマーオープン」では同年の第1回に上野忠美、デビッド・イシイ（アメリカ）に次ぐ5位タイ、1986年の第2回では上野と並んでの4位タイに入った。
1988年の山口オープンでは初日に柴田昇と共に67をマークして4位タイでスタートし、最終日には柴田と共に吉村金八と並んでの7位タイに入った。
1990年の兵庫県オープンでは初日に67をマークして2位タイでスタートし、最終日には3位に入った。
1993年の中四国オープンと1994年の後楽園カップ（第3回）で優勝し、1995年のダイドードリンコ静岡オープンではサスペンデッドゲームとなった2日目に5アンダーで回って通算2アンダーとした。
1996年のダイドードリンコ静岡オープンでは芹澤信雄、カルロス・フランコ（パラグアイ）とのプレーオフとなり、1ホール目に芹澤が2打目OBで5オン5パットのトリプルボギー、フランコが3オン2パットのボギーであったのに対し、坂本は3オン1パットのパーで優勝。プロ14年目のツアー初優勝を果たし、大会後は自身が住む阿知須町役場へ優勝報告のため訪問した。
その後は久光製薬KBCオーガスタで細川和彦と並んでの5位タイ、カシオワールドオープンでは佐々木久行と並んでの6位タイに入った。
1997年の札幌とうきゅうオープンでは宮瀬博文・飯合肇に次ぐ3位、1999年の千葉オープンでは鈴木亨・江本光・今野康晴と並んでの7位タイに入ったが、2004年の日本オープンを最後にレギュラーツアーから引退。

## 主な優勝
- 1993年 - 中四国オープン
- 1994年 - 後楽園カップ（第3回）
- 1996年 - ダイドードリンコ静岡オープン